# Caso Benalla
El caso Benalla es un caso judicial, político y mediático francés que implica, entre otras personas, a Alexandre Benalla responsable de seguridad del presidente de la República Emmanuel Macron, acusado de haber violentado a dos personas y usurpado la función policial durante la manifestación del primero de mayo de 2018 en París. 
El caso fue revelado por el diario Le Monde el 18 de julio de 2018. El 19 de julio, la fiscalía de París abrió una investigación preliminar por «violencias por persona encargada de una misión de servicio público», «usurpación de funciones» y «usurpación de signos reservados a la autoridad pública». El 20 de julio de 2018, Alexandre Benalla fue puesto en prisión preventiva por «violencias en reunión por persona encargada de una misión de servicio público», «usurpación de funciones», «llevar ilegalmente insignias reservadas a la autoridad pública» y «complicidad en el desvío de imágenes provenientes de un sistema de vídeo de seguridad» que intentó conseguir para preparar su defensa. El mismo día, el Elíseo inicia un procedimiento de despido de Benalla en razón de «nuevas informaciones». También fue puesto en prisión preventiva y a disposición judicial su colega Vincent Crase, identificado en los vídeos participando en la agresión. Otros tres oficiales de policía fueron suspendidos y sometidos a prisión preventiva por haber entregado ilegalmente a Benalla copias de las imágenes de las cámaras de vigilancia que se estaban usando para investigar el caso y que su abogado necesitaba para organizar su defensa y refutar las acusaciones. 
El 21 de julio se prolongó la detención preventiva de Alexandre Benalla y Vincent Crase y se realizó un registro en el domicilio de Benalla con su presencia.[cita requerida] El hombre y la mujer agredidos en la manifestación que aparecían en el vídeo, fueron identificados y solicitaron ser escuchados por los investigadores del caso. 
El domingo 22 comparecieron ante el juez de instrucción, quien debe decidir las posibles inculpaciones.
El 2 de mayo, el propio Benalla había reconocido que era él quien aparecía en los vídeos grabados el día anterior. El director del gabinete, Patrick Strzoda, confirmó a Le Monde que efectivamente era él y que desde el mismo día 2 de mayo se le había sancionado con 15 días de suspensión de empleo y sueldo. A pesar de la suspensión y de la dimisión de sus funciones para organizar la seguridad de los desplazamientos del presidente, continuó apareciendo varios días después en actos públicos cerca del Presidente Macron, según mostraron los medios de comunicación.
La oposición y una parte de los medios de comunicación señalan la responsabilidad del gobierno por no haber denunciado los hechos al fiscal de la República, denuncian que se ha producido un "escándalo de Estado" o critican la gestión mediática del caso. La mayoría parlamentaria del presidente Macron critica una politización del caso.

## Contexto
Durante las manifestaciones parisinas del 1.º de mayo de 2018 se produjeron enfrentamientos con la policía y altercados que se saldaron con la detención de 283 personas. Los sindicatos policiales han denunciado la pasividad de sus mandos frente al bloque negro.

## Instancias
El 1.º de mayo de 2018, durante una manifestación que se celebraba en la plaza de la Contrescarpe, en el distrito 5 de París, un hombre equipado de un casco de las fuerzas especiales y de un brazalete de policía, golpea a un joven que se encontraba en el suelo. Un militante de Francia Insumisa, Taha Bouhafs, presencia la escena, la filma y difunde este mismo día el vídeo en las redes sociales.

## Inicio del caso
El caso se inicia 18 de julio de 2018, cuando el periódico Le Monde revela que el hombre que llevaba el casco y que propinó los golpes era Alexandre Benalla, a cargo de la seguridad del Presidente. Está acompañado durante la agresión por Vincent Crase, policía en la reserva (jefe de escuadrón) y colaborador ocasional del Elíseo y del partido En Marcha que lidera Macron. Junto a los dos está un tercer hombre, identificado como Philippe Mizerski, como si fueran policías en civil, cubiertos y rodeados por los CRS de la Policía Nacional Francesa.
Otro vídeo, difundido el 19 de julio de 2018, muestra a Alexandre Benalla y Vincent Crase haciendo retroceder y forzando a sentarse al suelo a una mujer, compañera del joven agredido, antes de que otra persona le retenga mientras ella grita viendo cómo están golpeando al manifestante.

## Alexandre Benalla
Alexandre Benalla nació el 8 de septiembre de 1991 en Évreux y pasó su infancia en la ZUP de Madeleine, barrio sensible de la ciudad. Es originario de Marruecos.
En 2010, comienza una formación de gendarme de reserva en Eure, bajo la autoridad del comandante de pelotón Sébastien Lecornu, quien posteriormente fue nombrado secretario de Estado en el Ministerio de Transición ecológica y solidaria en el ejecutivo Édouard Philippe.
Formado en seguridad política por Éric Plumer, responsable nacional del servicio de orden del Partido Socialista, trabaja en 2011 para el servicio de orden del partido: se encarga de la seguridad de Martine Aubry durante las primarias ciudadanas de 2011, la del candidato François Hollande durante las elecciones presidenciales de 2012, después es chófer de Arnaud Montebourg, ministro de la Recuperación productiva. Este último afirma haberlo despedido después de provocar un accidente de coche en su presencia y haber querido salir a la fuga.
De 2013 a 2015, Alexandre Benalla se relaciona con el abogado Karim Achoui, que acaba de crear la Liga de Defensa Judicial de los Musulmanes, sin convertirse en su guardaespaldas.  En marzo de 2015, Alexandre Benalla participa en una formación del Instituto nacional de altos estudios de seguridad y de justicia durante una sesión regional «jóvenes Ile-de-France».  En julio de 2016, fue elegido consejero encargado de jóvenes y de la periferia en el equipo de Jean-Marc Mormeck, delegado interministerial para la igualdad de oportunidades de los franceses de ultramar.
El 5 de diciembre de 2016, tres semanas después del anuncio de la candidatura de Emmanuel Macron a las elecciones presidenciales de 2017, fue responsable de seguridad del partido En Marcha y se encarga sobre todo de proteger al candidato durante los mítines y otros desplazamientos de la campaña. Después de la victoria de este último, se incorporó al Elíseo en calidad de jefe de la seguridad y adjunto al jefe de gabinete François-Xavier Lauch. En el Elíseo, se rodea de un grupo de militares, apodado «la banda de Alexandre», entre los que se incluyen Christian Guédon, Pierre-Yves Baratier y Vincent Crase.
Disponiendo de un coche oficial con chófer y de un salario mensual de 7 113 euros brutos, se instala el 9 de julio de 2018 en el Palacio del Alma, una dependencia del Palacio del Elíseo próxima al Quai Branly. A instancias del director de consejería del presidente de la República, posee también, hasta su despido, una acreditación de acceso a la Asamblea nacional de un elevado nivel (categoría H). A propuesta de Elíseo, fue nombrado en 2017 teniente-coronel de la reserva operativa.
L'Express indica que la relación de Alexandre Benalla con Emmanuel Macron ha sorprendido desde hace tiempo al Elíseo y a quienes les rodean.

## Reacciones del ejecutivo
El 19 de julio de 2018, pareciendo contradecir las explicaciones dadas por el portavoz del Elíseo, Bruno Roger Petit, la ministra de justicia, Nicole Belloubet, declara que Alexandre Benalla estaba en esta manifestación sin autorización. Por la tarde, esta afirmación se contradice por el ministro del Interior, Gérard Collomb: Alexandre Benalla habría sido autorizado por la jefatura de policía de París a presenciar la manifestación como observador.
El director de consejería del presidente de la República, Patrick Strzoda, confirma que Alexandre Benalla es efectivamente el hombre del vídeo, lo que este último habría reconocido al ser convocado el 2 de mayo de 2018. Según France Inter, el ministro del Interior ha sido puesto al corriente de esta situación desde el 2 de mayo, y no ha informado a la fiscalía.
En un primer momento, la presidencia de la República hizo saber que Alexandre Benalla ya no se encargaba de la seguridad del jefe del Estado desde su suspensión, en mayo. Ahora bien, varias fotos prueban que Benalla acompañó a Emmanuel Macron y su esposa los días 13 y 14 de julio de 2018, cuatro días antes de que se hiciera público el caso. Le Monde revela que ha abandonado el 9 de julio su piso de Issy-los-Moulineaux para ir a vivir en el Palacio del Alma, y sus otros dos privilegios concedidos (salario de 10 000 euros mensuales, coche oficial con chófer, etc.). Le Point indica igualmente que Benalla tenía que asegurar la seguridad presidencial durante las vacaciones de verano de 2018 de la pareja Macron en el fuerte de Brégançon.

## Consecuencias

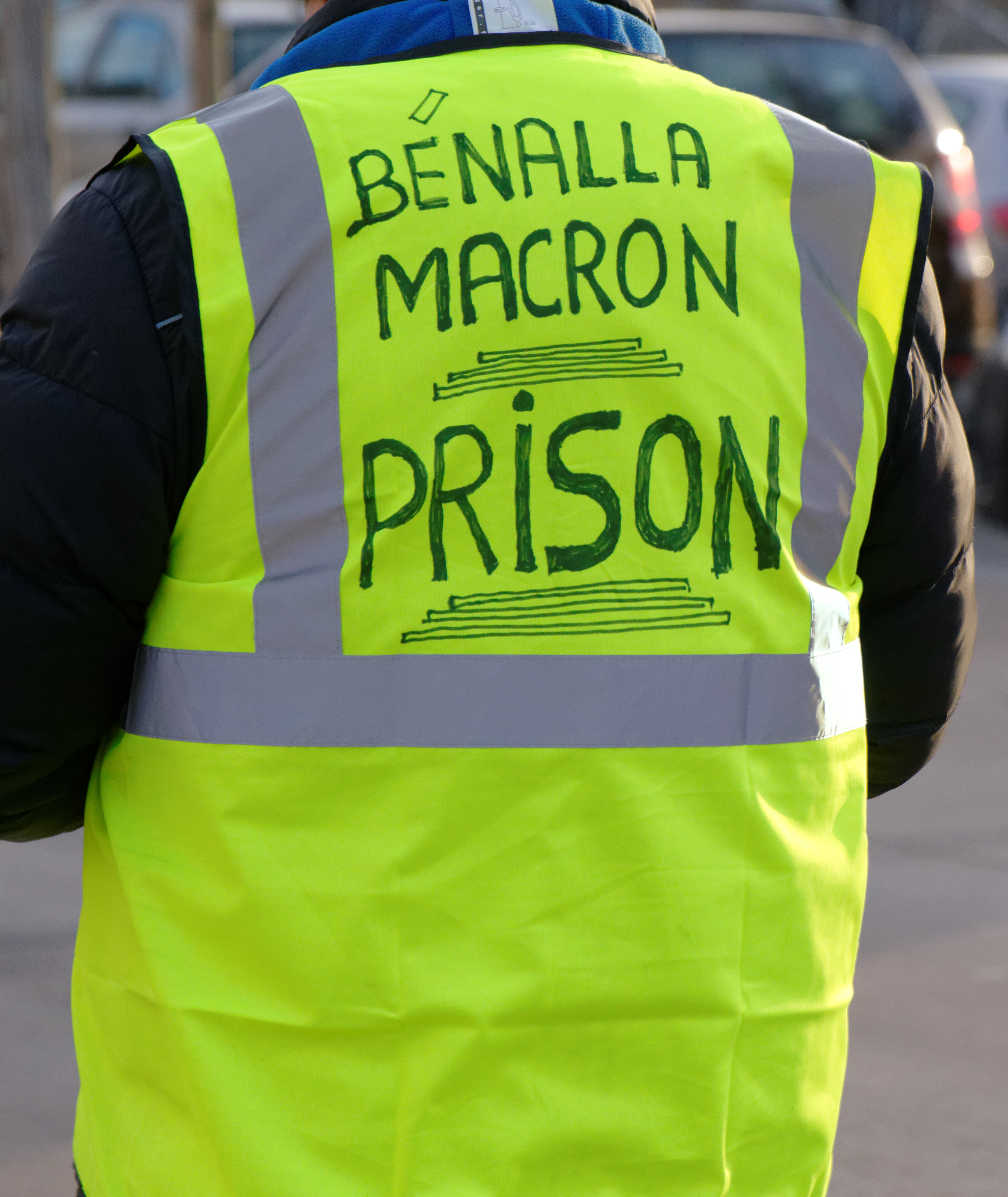
Imagen de un protestante de los "Chalecos Amarillos" en donde dice "Benalla - Macron - Prisión"

### Administrativas
Alexandre Benalla sufre la suspensión temporal de su puesto durante 15 días entre el 4 y el 19 de mayo de 2018 y se le relega de sus funciones como responsable de la seguridad de los desplazamientos del presidente de la República. Según el portavoz del Elíseo, Bruno Roger-Petit, esta sanción es una «última advertencia antes de su despido» y «la más grave sanción que se ha tomado con un responsable que trabaje en el Elíseo». El dato fue desmentido por LCI, que recuerda que se han tomado sanciones más graves contra consejeros del presidente, como Dominique Ambiel o Aquilino Morelle.
El 19 de julio, el ministro del Interior, Gérard Collomb, anuncia haber solicitado a la Inspección general de la Policía nacional la apertura de una encuesta administrativa. Efectivamente, los hechos se han desarrollado a priori en presencia y con el consentimiento tácito de los servicios de policía presentes, lo que plantea la cuestión de la responsabilidad de los policías que han permitido la presencia de Alexandre Benalla en el lugar. El 20 de julio, el Elíseo anuncia haber iniciado un procedimiento de despido en contra de Alexandre Benalla debido a «nuevos hechos» llegados a su conocimiento. También se suspende su autorización para portar armas.
Un interventor general (número 3 de la Dirección de orden público y de circulación), un comisario y un comandante de policía fueron suspendidos el 19 de julio por la jefatura de policía y detenidos como sospechosos de haber transmitido a Alexandre Benalla informaciones relativas a los motivos por los que se había iniciado su procedimiento de despido. Estas informaciones estaban relacionadas con imágenes de cámaras de videovigilancia entregadas a Alexandre Benalla con el objetivo de preparar su defensa. El abogado del comisario afirma que su cliente desea manifestarse sobre la proximidad entre Benalla y la más alta jerarquía policial.

### Judiciales
El 19 de julio de 2018, el fiscal de París inicia una investigación preliminar por «violencias por persona encargada de una misión de servicio público», «usurpación de funciones», «usurpación de signos reservados a la autoridad pública». La investigación está siendo efectuada por la Brigada de represión de la delincuencia contra la persona (BRDP).
El 20 de julio de 2018, Alexandre Benalla y Vincent Crase son detenidos y el domicilio de Alexandre Benalla en Issy-los-Moulineaux es registrado en su presencia. El 21 de julio de 2018, se prolonga su detención hasta la tarde en vistas a la apertura de una información judicial.

### Sindicales
El sindicato de policía Alianza, mayoritario entre los guardianes de la paz y considerado de derechas, denuncia sanciones «a dos velocidades», afirmando que «los policías nunca se benefician de una clemencia similar» y lamenta que la «imagen de la policía se vea afectada por el comportamiento de un individuo exterior a las fuerzas de seguridad».
El sindicato Vigi, minoritario y cercano de la CGT, se asocia al procedimiento de la Fiscalía presentando una queja por usurpación de función y de signos.

### Políticas
Como consecuencia del caso, la Asamblea nacional pone en marcha el 19 de julio una comisión de investigación parlamentaria con el fin de saber más sobre «los acontecimientos en relación a la manifestación de París del 1.º de mayo de 2018». El Senado anuncia que hará lo mismo el 23 de julio.
Varios responsables de la oposición, a izquierda y a derecha, reaccionan y se interrogan sobre la tibieza de las sanciones tomadas por el ejecutivo y sobre la ausencia de comunicación a la justicia del caso, tal como requeriría el caso de un «crimen o delito».
El Elíseo afirma no haber apelado a la fiscalía porque no ve ni crimen ni delito en los hechos incriminados. Esta posición ha sido comentada por juristas y periodistas: las violencias ejercidas podrían no ser suficientes para constituir un delito, y por otra parte, no está prevista ninguna sanción por no denuncia. Varios responsables políticos piden igualmente al ministro del Interior, Gérard Collomb, que de una explicación o que dimita inmediatamente.
El día después de las revelaciones del periódico Le Monde, durante un desplazamiento en Dordoña, Emmanuel Macron se niega a dar explicaciones y declara que «la República es inalterable».
Este asunto tiene repercusión igualmente en las actividades parlamentarias, ya que los debates en curso sobre el proyecto de ley de la revisión constitucional se han bloqueado. El 20 de julio, el conjunto de los presidentes de los grupos de oposición de la Asamblea Nacional reclaman, apelando al reglamento, que el Primer ministro, Édouard Philippe, ofrezca una explicación sobre el asunto a la asamblea, dado que el ejecutivo es responsable ante el Parlamento en virtud del artículo 49 de la Constitución. El primer ministro, a instancias del presidente de la República, no modifica su agenda y denuncia una "obstrucción parlamentaria por parte de la oposición. El presidente del grupo LR a la Asamblea nacional, Christian Jacob, pide además una declaración del Gobierno en relación con el artículo 50-1 de la Constitución, siendo este libre de responder o no a la demanda.
El primer investigador de la Asamblea Nacional, Florian Bachelier (LREM), estima que «todo el mundo sabe que es un hecho diferente; se politiza». Jean-Luc Mélenchon (FI) estima al contrario que el asunto Benalla es «del nivel del Watergate». El 21 de julio de 2018, Marine Le Pen fustiga el silencio de Emmanuel Macron y considera que Alexandre Benalla ha estado «protegido por su jerarquía».

## Cobertura
Aunque el vídeo de los hechos se haya difundido en las redes sociales, como YouTube, por varias personas presentes en el lugar, plaza de la Contrescarpe en París, desde la tarde del 1.º mayo para denunciar las violencias policiales, los medios de comunicación hablan poco o nada sobre él hasta el 18 de julio, cuando fue publicado por el diario francés Le Monde que presenta la primicia de la información explicando que el responsable de los hechos no es un policía, sino un colaborador de la Presidencia de la República, lo que da a los hechos una connotación más política. De inmediato otros medios de comunicación, prensa, radio y televisión retoman la información.